# Guy Forget
Guy Forget (Casablanca, 4 gennaio 1965) è un ex tennista francese.

## Carriera
Ha vinto per due volte la Coppa Davis con la squadra francese, nel 1991 insieme ad Henri Leconte e nel 1996, squadra di cui è diventato capitano non giocatore dopo il ritiro dall'attività agonistica. Ha fatto parte per 12 anni della squadra transalpina di Coppa Davis, conseguendo un record di 38-11. Nel 1982 è stato campione del mondo juniores ITF. Ha rappresentato la Francia per tre volte consecutive ai giochi olimpici, dal 1984 al 1992.
Nei tornei del Grande Slam il suo miglior risultato è la finale del doppio al Roland Garros, raggiunta due volte ma sempre perduta, nel 1987 in coppia con Yannick Noah e nel 1996 con Jakob Hlasek. In singolare ha raggiunto i quarti di finale per cinque volte (due all'Australian Open, tre a Wimbledon).
Complessivamente ha vinto 39 tornei, undici come singolarista e ventotto in doppio. L'apice della sua carriera l'ha raggiunto nella stagione 1991, nella quale ha vinto ben 6 tornei che gli hanno permesso di salire al 4º posto della classifica mondiale (suo best ranking) il 25 marzo.
Durante la sua carriera ha utilizzato l'ultima racchetta progettata da René Lacoste; Forget è stato considerato un suo protetto.

## Statistiche

### Singolare

#### Vittorie (11)
| Legenda                     |
| Grande Slam (0)             |
| Tennis Masters Cup (0)      |
| ATP Masters Series (2)      |
| ATP Championship Series (1) |
| ATP Tour (8)                |

| Legenda superfici |
| Cemento (8)       |
| Terra (1)         |
| Erba (0)          |
| Sintetico (2)     |

| Numero | Data              | Torneo                                       | Superficie     | Avversario della finale | Punteggio                  |
| 1.     | 13 ottobre 1986   | Grand Prix de Tennis de Toulouse, Tolosa (1) | Cemento indoor | Jan Gunnarsson          | 4–6, 6–3, 6–2              |
| 2.     | 6 marzo 1989      | Lorraine Open, Nancy                         | Cemento indoor | Michiel Schapers        | 6–3, 7–6(5)                |
| 3.     | 17 settembre 1990 | ATP Bordeaux, Bordeaux (1)                   | Terra rossa    | Goran Ivanišević        | 6–4, 6–3                   |
| 4.     | 14 gennaio 1991   | Medibank International, Sydney               | Cemento        | Michael Stich           | 6–3, 6–4                   |
| 5.     | 18 febbraio 1991  | Brussels Indoor, Bruxelles                   | Sintetico      | Andrej Čerkasov         | 6–3, 7–5, 3–6, 7–6(4)      |
| 6.     | 12 agosto 1991    | Cincinnati Masters, Cincinnati               | Cemento        | Pete Sampras            | 2–6, 7–6(4), 6–4           |
| 7.     | 16 settembre 1991 | ATP Bordeaux, Bordeaux (2)                   | Cemento        | Olivier Delaître        | 6–1, 6–3                   |
| 8.     | 7 ottobre 1991    | Grand Prix de Tennis de Toulouse, Tolosa (2) | Cemento indoor | Amos Mansdorf           | 6–2, 7–6(4)                |
| 9.     | 4 novembre 1991   | Paris Masters, Parigi                        | Sintetico      | Pete Sampras            | 7–6(9), 4–6, 5–7, 6–4, 6–4 |
| 10.    | 12 ottobre 1992   | Grand Prix de Tennis de Toulouse, Tolosa (3) | Cemento indoor | Petr Korda              | 6–3, 6–2                   |
| 11.    | 19 febbraio 1996  | Open 13, Marsiglia                           | Cemento indoor | Cédric Pioline          | 7–5, 6–4                   |

#### Finali perse (8)
| Legenda                   |
| Grande Slam (0)           |
| ATP World Tour Finals (0) |
| ATP Masters 1000 (3)      |
| ATP World Tour 500 (0)    |
| ATP World Tour 250 (5)    |

| Nº | Data             | Torneo                                | Superficie  | Avversario della finale | Risultato               |
| -- | ---------------- | ------------------------------------- | ----------- | ----------------------- | ----------------------- |
| 1. | 13 novembre 1989 | Wembley Championship, Wembley         | Carpet      | Michael Chang           | 2–6, 2–6, 1–6           |
| 2. | 23 aprile 1990   | ATP Nizza, Nizza                      | Terra rossa | Juan Aguilera           | 6–2, 3–6, 4–6           |
| 3. | 11 marzo 1991    | Indian Wells Masters, Indian Wells    | Cemento     | Jim Courier             | 6–4, 3–6, 6–4, 3–6, 6–7 |
| 4. | 13 gennaio 1992  | Medibank International Sydney, Sydney | Cemento     | Emilio Sánchez          | 3–6, 4–6                |
| 5. | 3 novembre 1992  | Stockholm Open, Stoccolma             | Carpet      | Goran Ivanišević        | 6–7, 6–4, 6-7, 2–6      |
| 6. | 9 novembre 1992  | Paris Open, Parigi                    | Carpet      | Boris Becker            | 6–7, 3–6, 6–3, 3–6      |
| 7. | 11 luglio 1994   | Swiss Open Gstaad, Gstaad             | Terra rossa | Sergi Bruguera          | 6–3, 5–7, 2–6, 1–6      |
| 8. | 19 giugno 1995   | Queen's, Londra                       | Erba        | Pete Sampras            | 6–7, 6–7                |